# So long !
「So long !」（ソー・ロング）は、日本の女性アイドルグループ・AKB48の楽曲である。秋元康により作詞、久次米真吾により作曲されている。2013年2月20日にAKB48のメジャー30作目のシングルとしてキングレコードから発売された。本楽曲のセンターポジションは渡辺麻友が務めた。

## 背景とリリース
本楽曲は、AKB48のシングル曲としては6作目となる「桜ソング」である。タイトルの「So long !」とは、冒頭の歌詞にもあるように「じゃあ またね」という意味で、英語での別れの挨拶である。2006年2月に『桜の花びらたち』でインディーズデビューした後、2008年2月に『桜の花びらたち2008』（同曲のセルフカバー）、2009年3月に『10年桜』、2010年2月に『桜の栞』、2011年2月に『桜の木になろう』、2012年2月に『GIVE ME FIVE!』を発売しており、毎年同じ時期に「桜ソング」をシングル曲として発売するのが恒例となっている。ただし、本楽曲「So long !」は「GIVE ME FIVE!」と同じく、タイトルに「桜」の文字が入っていない。
楽曲のシングル盤は「TYPE-A」の初回限定盤と通常盤、「TYPE-K」の初回限定盤と通常盤、「TYPE-B」の初回限定盤と通常盤、「劇場盤」の7形態によって発売されている。TYPE-A、K、Bの初回限定盤と通常盤はジャケットが同じで、ロゴの色が異なる。
「So long!」は誤表記で、「真夏のSounds good !」と同じく、「g」と「!」の間に空白があるのが正しい表記である。
キャッチコピーは、「桜はまだ咲かないけど、僕たちの春は暦通り」である。
この曲を歌う選抜メンバーは前々作の『UZA』から1名が入れ替わった。北原里英が『ギンガムチェック』以来3作振りに選抜復帰し、宮脇咲良が今作では選抜から外れた。
2013年1月22日にTBS系列で放送された音楽番組『火曜曲!』においてテレビ上で初めて生披露され、渡辺麻友がシングル表題曲では初のセンターを務めることも明らかにされた。
ミュージック・ビデオの監督は大林宣彦で、「So long ! The Movie」と題され、それまでのMV最長記録であった「GIVE ME FIVE!」の34分を大幅に超える、64分の大長編ドラマに仕上がっている。大林は映画『この空の花 長岡花火物語』と同じテーマで撮ったと述べており、髙嶋政宏・ミッキー・カーチス・左時枝・洞口依子・猪俣南・寺島咲・茂木健一郎も出演している。ロケ地は新潟県長岡市、長岡造形大学、福島県立保原高等学校などである。音楽番組での放送を考慮し、曲パートのみを抜粋した「ショートバージョン」もある。

## アートワーク
| TYPE-A 表・裏 | 大島優子・島崎遥香・渡辺麻友・松井珠理奈・山本彩・高橋みなみ   |
| TYPE-K 表・裏 | 小嶋陽菜・松井珠理奈・篠田麻里子・板野友美・柏木由紀・松井玲奈 |
| TYPE-B 表・裏 | 渡辺美優紀・峯岸みなみ・指原莉乃・横山由依・山本彩・北原里英   |
| 劇場盤 表・裏 | 「So long !」選抜メンバー12名                                  |

ジャケット写真のメンバーの割り振りは左から順番に並んでいる。撮影は藤代冥砂、アート・ディレクションは信藤三雄が担当した。また、TYPE-A・K・Bの順につなげることで、1枚の絵になる構図となる。

## チャート成績
『So long !』のシングルCDは、2013年2月19日付オリコンデイリーシングルチャートで推定売上枚数約81万8000枚を記録し、初登場で1位にランクインした。その後、同年3月4日付オリコン週間シングルチャートにおいて初登場で1位にランクインした。AKB48のシングルの1位獲得は『RIVER』から17作連続・通算17作目である。初動売上は約103万6000枚となり、初動のみでミリオンセラーを達成した。AKB48のシングルがミリオンセラーを達成するのは『桜の木になろう』から11作連続、通算では12作目であり、初動のみでの達成は『Everyday、カチューシャ』から10作連続となった。

## メディアでの使用
楽曲は以下のメディアで使用された。
- NTTdocomo『応援学割〈AKBダケになりました・初めての告白を応援〉篇』CMソング[10][11]
- 一般社団法人 自転車協会『BAA「つくる」篇』CMソング
- AKB48×日テレ 3夜連続ドラマ『So long !』主題歌[12]

## シングル収録トラック

### TYPE-A
「初回限定盤」と「通常盤」の2種類が存在するが、収録トラックは同一である。
| #         | タイトル                           | 作詞      | 作曲       | 編曲           | 時間  |
| --------- | ---------------------------------- | --------- | ---------- | -------------- | ----- |
| 1.        | 「So long !」                      | 秋元康    | 久次米真吾 | 野中“まさ”雄一 | 6:04  |
| 2.        | 「Waiting room」(アンダーガールズ) | 秋元康    | 太田美知彦 | 若田部誠       | 4:33  |
| 3.        | 「Ruby」(篠田TeamA)                | 秋元康    | KENGO      | KENGO          | 3:41  |
| 4.        | 「So long !（off vocal ver.）」    |           |            |                | 6:04  |
| 5.        | 「Waiting room（off vocal ver.）」 |           |            |                | 4:33  |
| 6.        | 「Ruby（off vocal ver.）」         |           |            |                | 3:39  |
| 合計時間: | 合計時間:                          | 合計時間: | 合計時間:  | 合計時間:      | 28:34 |

| #  | タイトル                                 | 作詞 | 作曲・編曲 | 監督         |
| -- | ---------------------------------------- | ---- | ---------- | ------------ |
| 1. | 「So long ! The Movie」                  |      |            | 大林宣彦     |
| 2. | 「Waiting room Music Video」             |      |            | 園田俊郎     |
| 3. | 「Ruby Music Video」                     |      |            | 柿本ケンサク |
| 4. | 「第2回 AKB48紅白対抗歌合戦 〜総集編〜」 |      |            |              |

### TYPE-K
「初回限定盤」と「通常盤」の2種類が存在するが、収録トラックは同一である。
| #         | タイトル                           | 作詞      | 作曲       | 編曲           | 時間  |
| --------- | ---------------------------------- | --------- | ---------- | -------------- | ----- |
| 1.        | 「So long !」                      | 秋元康    | 久次米真吾 | 野中“まさ”雄一 | 6:04  |
| 2.        | 「Waiting room」(アンダーガールズ) | 秋元康    | 太田美知彦 | 若田部誠       | 4:32  |
| 3.        | 「夕陽マリー」(大島TeamK)          | 秋元康    | 長谷昌子   | 島崎貴光       | 4:39  |
| 4.        | 「So long !（off vocal ver.）」    |           |            |                | 6:04  |
| 5.        | 「Waiting room（off vocal ver.）」 |           |            |                | 4:32  |
| 6.        | 「夕陽マリー（off vocal ver.）」   |           |            |                | 4:37  |
| 合計時間: | 合計時間:                          | 合計時間: | 合計時間:  | 合計時間:      | 30:28 |

| #  | タイトル                                           | 作詞 | 作曲・編曲 | 監督     |
| -- | -------------------------------------------------- | ---- | ---------- | -------- |
| 1. | 「So long ! The Movie」                            |      |            | 大林宣彦 |
| 2. | 「Waiting room Music Video」                       |      |            | 園田俊郎 |
| 3. | 「夕陽マリー Music Video」                         |      |            | 清水康彦 |
| 4. | 「第2回 AKB48紅白対抗歌合戦 〜紅組ダイジェスト〜」 |      |            |          |

### TYPE-B
「初回限定盤」と「通常盤」の2種類が存在するが、収録トラックは同一である。
| #         | タイトル                                              | 作詞      | 作曲       | 編曲           | 時間  |
| --------- | ----------------------------------------------------- | --------- | ---------- | -------------- | ----- |
| 1.        | 「So long !」                                         | 秋元康    | 久次米真吾 | 野中“まさ”雄一 | 6:04  |
| 2.        | 「Waiting room」(アンダーガールズ)                    | 秋元康    | 太田美知彦 | 若田部誠       | 4:32  |
| 3.        | 「そこで犬のうんち踏んじゃうかね?」(梅田TeamB)        | 秋元康    | 前嶋康明   | 野中“まさ”雄一 | 3:24  |
| 4.        | 「So long !（off vocal ver.）」                       |           |            |                | 6:04  |
| 5.        | 「Waiting room（off vocal ver.）」                    |           |            |                | 4:32  |
| 6.        | 「そこで犬のうんち踏んじゃうかね?（off vocal ver.）」 |           |            |                | 3:22  |
| 合計時間: | 合計時間:                                             | 合計時間: | 合計時間:  | 合計時間:      | 27:58 |

| #  | タイトル                                           | 作詞 | 作曲・編曲 | 監督     |
| -- | -------------------------------------------------- | ---- | ---------- | -------- |
| 1. | 「So long ! The Movie」                            |      |            | 大林宣彦 |
| 2. | 「Waiting room Music Video」                       |      |            | 園田俊郎 |
| 3. | 「そこで犬のうんち踏んじゃうかね? Music Video」    |      |            | 竹石渉   |
| 4. | 「第2回 AKB48紅白対抗歌合戦 〜白組ダイジェスト〜」 |      |            |          |
| 5. | 「Sugar Rush Music Video」                         |      |            | 蜷川実花 |

### 劇場盤
| #         | タイトル                           | 作詞      | 作曲       | 編曲           | 時間  |
| --------- | ---------------------------------- | --------- | ---------- | -------------- | ----- |
| 1.        | 「So long !」                      | 秋元康    | 久次米真吾 | 野中“まさ”雄一 | 6:04  |
| 2.        | 「Waiting room」(アンダーガールズ) | 秋元康    | 太田美知彦 | 若田部誠       | 4:32  |
| 3.        | 「強い花」(研究生)                 | 秋元康    | 田中俊亮   | 野中“まさ”雄一 | 3:51  |
| 4.        | 「So long !（off vocal ver.）」    |           |            |                | 6:04  |
| 5.        | 「Waiting room（off vocal ver.）」 |           |            |                | 4:32  |
| 6.        | 「強い花（off vocal ver.）」       |           |            |                | 3:49  |
| 合計時間: | 合計時間:                          | 合計時間: | 合計時間:  | 合計時間:      | 28:52 |

## 選抜メンバー
- 板野友美
- 大島優子
- 柏木由紀
- 北原里英 [注釈 3]
- 小嶋陽菜
- 指原莉乃 [注釈 4]
- 篠田麻里子
- 島崎遥香
- 高橋みなみ
- 松井珠理奈 [注釈 5]
- 松井玲奈 [注釈 6]
- 峯岸みなみ
- 山本彩 [注釈 7]
- 横山由依 [注釈 8]
- 渡辺麻友
- 渡辺美優紀 [注釈 9]

## 収録アルバム
- 次の足跡
- 0と1の間

## JKT48によるカバー
AKB48の姉妹グループであるJKT48が本楽曲を「So Long!」のタイトルでカバーし、グループの16作目のシングルとして、2017年3月8日にHits Recordsから発売された。
歌詞は全編にわたってインドネシア語に翻訳したもの。楽曲のセンターポジションはジェシカ・フェランダ。楽曲はJKT48からの卒業を予定しているフェランダの卒業ソングとなっている。また、英語でカバーしたバージョンも収録されている。
販売形態はCD、MUSIC DOWNLOAD CARDの2種。
ミュージック・ビデオ（MV）は2017年1月29日から日本の北海道で撮影された。MVには金森赤レンガ倉庫（函館市）や前田森林公園、札幌市電M100形電車（札幌市）が登場する。
カップリングでは他に、AKB48から「ここがロドスだ、ここで跳べ!」「Birth」、NMB48から「ヴァージニティー」、HKT48から「初恋バタフライ」の計4曲のカバーが収録されている。

### シングル収録トラック
| #  | タイトル                                                      | 作詞 | 作曲         | 編曲           |
| -- | ------------------------------------------------------------- | ---- | ------------ | -------------- |
| 1. | 「So Long!」                                                  |      | 久次米真吾   | 野中“まさ”雄一 |
| 2. | 「Ini Rhodes, Lompatlah! - Koko ga Rhodes da, Koko de Tobe!」 |      | つじたかひろ | 武藤星児       |
| 3. | 「Virginity」                                                 |      | 田中俊亮     | 増田武史       |
| 4. | 「Birth」                                                     |      | 三浦誠司     | 三浦誠司       |
| 5. | 「Cinta Pertama Butterfly - Hatsukoi Butterfly」              |      | 杉山勝彦     | 生田真心       |
| 6. | 「So Long (English Version)」                                 |      | 久次米真吾   | 野中“まさ”雄一 |

| #  | タイトル                          | 作詞 | 作曲・編曲 |
| -- | --------------------------------- | ---- | ---------- |
| 1. | 「So Long!(Music Video)」         |      |            |
| 2. | 「HOKKAIDO With My Best Friends」 |      |            |

### 選抜メンバー
- アディスティ・ザラ
- アヤナ・シャハブ
- ジェシカ・フェランダ
- シャニ・インディラ・ナティオ
- シャニア・ジュニアナタ
- シンディ・ユフィア
- タリア・イファンカ・エリザベス
- 近野莉菜
- デフィ・キナル・プトゥリ
- ナビラ・ラトナ・アユ・アザリア
- ヌルハヤティ
- ベビー・チャエサラ・アナディラ
- マデ・デヴィ・ラニタ・ニンタラ
- ミシェル・クリスト・クスナディ
- メロディー・ヌランダニ・ラクサニ
- ラトゥ・フィエンニ・フィトゥリリア